# Ogljikov hondrit
Ogljikov hondrit (tudi C hondrit) je vrsta kamnitih meteoritov iz skupine hondritov.Vsebujejo relativno veliko oglijka (do 3%) v obliki grafita, karbonatov in organskih spojin. Razen tega vsebujejo še vodo in minerale, za katere je značilno, da kažejo spremembe zaradi vode. Od znanih hondritov je samo okoli 5% ogljikovih hondritov.

## Delitev ogljikovih hondritov
Ogljikove hondrite delimo na več skupin. Posamezne skupine označujemo z oznako C, ki ji sledi črka, ki pomeni značilen oglikov hondrit skupine oziroma začetna črka njegovega imena (razen pri hondritih CH).
- CI hondriti imajo veliko vsebnost vode (tudi do 20%) in številne organske spojine (npr. aminokisline). V svoji življenjski dobi niso doživeli večjih temperaturnih sprememb. Domnevajo, da so nastali v zunanjem delu Osončja. Možno je tudi, da so nastali iz nekdanjih kometov. Ta skupina ogljikovih hondritov ne vsebuje hondrul. Tipični predstavnik CI hondritov je meteorit Ivuna, ki je padel na Zemljo v Tanzaniji. Spadajo med hondrite tipa 1.
- CM hondriti so kemično podobni CI hondritom. Od njih se razlikujejo samo po manjši vsebnosti vode. Vsebujejo hondrule in kalcijevo-aluminijeve vključke. Nastali so verjetno v zunanjem delu Osončja. Tipični predstavnik CM hondritov je meteorit Mighei. Spadajo med hondrite tipa 2. Meteorit iz Murchisona (tip CM2) vsebuje preko 92 aminokislin, od katerih so jih samo 19 našli tudi na Zemlji, ostale imajo zunajzemeljski izvor[1].
- CV hondriti so po kemični sestavi in strukturi podobni navadnim hondritom. Vsebujejo pa sledi vode in organske spojine. Kažejo dobro vidne hondrule (45% po prostornini) in kalcijevo aluminijeve vključke. Spadajo med hondrite tipa 3. Tipični predstavnik je meteorit Vigarano
- CO hondriti imajo kemično sestavo podobno kot CV hondriti. So temnejši in vsebujejo majhne hondrule in manj kalcijevo-aluminijevih vključkov. Značilni predstavnik je meteorit Ornans. Spadajo med hondrite tipa 3.
- CR hondriti so podobni CM hondritom. Vsebujejo nikljevo železne vključke in železov sulfid. Spektroskopsko se ujemajo z asteroidom Palas (drugi največji asteroid v asteroidnem pasu. Možno je, da CR hondriti izvirajo iz tega asteroida. Značilni meteorit je Renazzo.
- CK hondriti imajo veliko minerala magnetita. Zaradi tega so temni. Imajo različno velike hondrule in včasih aluminijevo-železne vključke. Značilni meteorit je Karoonda. Spadajo med hondrite tipa 3 do 6.
- CH hondriti vsebujejo velik del (zaradi tega oznaka H -high) nikljevo-železovih zlitin, pogosto celo več kot 50%. Spadajo med hondrite tipa 3.

## Pregled ogljikovih hondritov
| Skupina hondritov | Značilnosti | Značilni meteorit | Datum padca       | Lokacija   |
| ----------------- | --- | ----------------- | ----------------- | ---------- |
| CI                | Nimajo hondrul, 3 do 5% ogljika, 20% vode, silikatnih hidratov, magnetit, žveplo, aminokisline, organske spojine, gostota od 2,5 do 2,9 g/cm3 | IVUNA             | 16. decembra 1938 | Tanzanija  |
| CM                | Vsebujejo mini hondrule, 0,6 do 2,9% ogljika, 13% vode, delci olivina in piroksena, gostota od 3,4 do 3,8 g/cm3                               | MIGHEI            | 18. junija 1889   | Ukrajina   |
| CR                | Aglomerat enostavnih hondritov vezanih s čistim ogljikom, prisotnost vode ni pogosta (redki)                                                  | RENAZZO           | 1824              | Italija    |
| CO                | Mini hondrule, 0,21 do 1% ogljika, notranjost do 1% vode, gostota 3,4 do 3,8 g/cm3                                                            | ORNANS            | 11. julija 1868   | Francija   |
| CV                | Prisotnost velikih hondrul, vsebujejo največ elementov iz obdobja pred Soncem                                                                 | VIGARANO          | 22. januarja 1910 | Italija    |
| CK                | Prisotne so velike hondrule, temni silikati, ni kovin, veliko kisika (redki)                                                                  | KAROONDA          | 1930              | Avstralija |
| CH                | Prisotnost mikrohondrul, bogati s kovino, malo hlapljivih snovi, mešanica železa in ogljika (zelo redki)                                      |                   |                   |            |